# 버마어 대명사
버마어 대명사 (နာမ်စား)는 사람이나 물건을 지칭하는 대명사로서 버마어의 한 품사이다. 명령형이나 회화체에서는 주어로 쓰는 대명사가 대개 생략된다. 주격 대명사에 붙는 조사로는 구어체의 경우 က ([ɡa̰]) 혹은 문어체로 သည်([θì])이다. 목적격 대명사의 경우에도 따로 어미가 붙는다. 청자의 지위에 따라 대명사 사용이 달라진다.

## 인칭대명사
높임말이 필요하거나 거리가 있는 화자에게는 3인칭을 사용한다. 이때 본인을 3인칭으로 낮춰 부르며 이때 쓰이는 인칭대명사는 자신을 하인이라는 뜻으로 낮추며 상대방을 주인님이라는 뜻으로 높일 만큼 예의를 중시한다.
| IPA      | 버마어 | 인칭  | 발언수준 | 비고                              |
| -------- | ------ | ----- | -------- | --------------------------------- |
| /ŋà/     | ငါ      | 1인칭 | 구어체   | 친구 혹은 손아래사람              |
| /tɕənɔ̀/  | ကျွန်တော်    | 1인칭 | 문어체   | used by males                     |
| /tɕəma̰/  | ကျွန်မ    | 1인칭 | 문어체   | used by females                   |
| //       | ကျွန်နုပ်   | 1인칭 | 구어체   |                                   |
| /tɕouʔ/  | ကျုပ်     | 1인칭 | 구어체   |                                   |
| /nɪ̀ɴ/    | နင်     | 2인칭 | 구어체   | 친구 혹은 손아래사람              |
| /mɪ́ɴ/    | မင်း     | 2안칭 | 구어체   | 친구 혹은 손아래사람              |
| /ɲí/     | ညည်း     | 2인칭 | 구어체   | 친구나 손아래 사람에게 말함(여성) |
| /tɔ̀/     | တော်      | 2인칭 | 구어체   | 여성 화자                         |
| /kʰəmjá/ | ခင်ဗျား    | 2인칭 | 문어체   | 남성 화자                         |
| /ʃɪ̀ɴ/    | ရှင်     | 2인칭 | 문어체   | 여성 화자                         |
| /(ə)θìɴ/ | (အ)သင်  | 2인칭 | 문어체   |                                   |
| /θù/     | သူ      | 3인칭 |          |                                   |
| /θí̃/     | သင်း     | 3인칭 |          |                                   |
| /ʧʰíɴ/   | ချင်း     | 3인칭 |          |                                   |

### 종교적 대상
불교 승려와 말할 시에는 인칭 대명사가 다르다. 대표적인 것으로는 스님을 가리키는 분(ဘုန်းဘုန်း)이라는 단어와 차라 다우(ဆရာတော်) 등이 있으며 이 또한 스님의 지위에 따라 다르다. 스님이 스스로를 가리킬 때에도 단어가 달리 존재한다. 스님에게 말할 때 쓰이는 대명사는 다음과 같다.
| 인칭  | 단수                                                                | 단수                                                             |
| ----- | ------------------------------------------------------------------- | ---------------------------------------------------------------- |
| 인칭  | 구어체                                                              | 문어체                                                           |
| 1인칭 | တပည့်တော်† ta.pany. do                                                   | ဒကာ† da. ka [dəɡà]                                                |
| 2인칭 | ဘုန်းဘုန်း bhun: bhun: ([pʰóʊɴ pʰóʊɴ]) (ဦး)ပဉ္စင်း (u:) pasang: ([(ú) bəzín]) | အရှင်ဘုရား a.hrang bhu.ra: ([ʔəʃɪ̀ɴ pʰəjá]) ဆရာတော်‡ chara dau ([sʰəjàdɔ̀]) |

† 조어 마는 여성 화자의 경우 접미어로 쓰인다.
‡ 큰스님

### 축약형 발음 규칙
버마어는 양층언어로서 문어체와 구어체가 달리 존재한다. 일반 구어에서는 소유격이 축약형이 되는데 그 뿌리가 되는 대명사가 저평형성조일 때이다. 단, 이 현상은 문어체 현상에서는 일어나지 않는다

## 재귀대명사
미얀마어에는 크게 두 종류의 재귀대명사가 있다.
1. 문어체: မိမိ ([mḭ mḭ])는 보통 단어 ကိုယ်("나 자신")와 쓰인다.[2]
2. 구어체: ကိုယ် ([kò])는 직접목적어나 대명사와 쓰인다. (예시:သူ့ကိုယ့်သူ(그 자신)) [2]